# Лопе де Руеда
Лопе де Руеда (шп. Lope de Rueda; 1510, Севиља — 1565, Кордоба) је био шпански ренесансни драмски писац и један од првих професионалних глумаца у Шпанији. Сматра се претечом театра шпанског Златног века.
Сматра се да је Лопе де Руеда био први „аутор комедија“ (шп. autor de la comedia) чије је име остало забележено у званичним документима. У то доба, „аутор комедије“ је био назив за вођу групе глумачке дружине, међутим, Лопе де Руеда је такође и писао комедије и фарсе које је његова глумачка дружина приказивала. Такође је био и творац драмског интермеца са једноставном радњом који се зове пасо.